# Spodnja Brežnica
Spodnja Brežnica este o localitate din comuna Poljčane, Slovenia, cu o populație de 254 de locuitori.